# 舅权
舅权是指在某些社会中母亲的兄弟具有的特殊权利和义务。母系社會中，舅舅是外甥、外甥女最亲的男性亲属，他會与姐妹一起抚养下一代，年老后則由外甥（女）孝养，其财产也由外甥（女）继承。
直到20世纪早期，纳西族、彝族、苗族等中国少数民族仍有舅权制残余，現代摩梭人仍保留舅權制。漢語族語言中一些俗語如粵語「天上雷公，地上舅公」、客家語「天上雷公，地上舅公」、閩南語「天上有天公，地上母舅公」等，以及部份地區的漢族習俗中，舅父必須出席外甥的一些重大場合如婚禮等，都被視為舅權制的遺留。
日耳曼人在公元前后也盛行舅权制。在非洲的一些土著民族，舅权制一直保留了下来。